# ونتورا (آیووا)
ونتورا (به انگلیسی: Ventura) شهری در ایالت آیووا کشور ایالات متحده آمریکا است که جمعیت آن در سرشماری سال ۲۰۱۰ میلادی، ۷۱۷ نفر بوده‌است.